# Бодрог (река)
Бодрог (мађ. Bodrog, слч. Bodrog), је река источне Словачке и североисточне Мађарске. Бодрог се формира од две реке Ондаве (слч. Ondava) и Латорице (слч. Latorica), поред насеља Земплин (слч. Zemplin), у Словачкој.

## Одлике
Словачко-мађарску границу прелази поред градова Фелшеберецки (мађ. Felsőberecki), у Мађарској и Стреда на Бодрогу (слч. Streda nad Bodrogom), у Словачкој. У Мађарској даље протиче кроз жупанију Боршод-Абауј-Земплен, где се улива у реку Тису код града Токај.
Од укупне дужине од 67 km, 15 km је у Словачкој а 52 km је у Мађарској. Од укупне површине слива 972 km² је у Мађарској. Река је веома богата рибом.

## Градови
- Стреда на Бодрогу у Словачкој
- Фелшеберецки у Мађарској